# Heath Town
Heath Town är en stadsdel i Wolverhampton, i distriktet Wolverhampton, i grevskapet West Midlands, i England. Denna ward hade 14 803 invånare år 2021. Heathtown var en civil parish från 1894 till 1927 då den blev en del av Wolverhampton. Denna civil parish hade 13 082 invånare år 1921. Heathtown var ett distrikt från 1894 till 1927.